# Gmina Hörby
Gmina Hörby (szw. Hörby kommun) – gmina w Szwecji, w regionie Skania, z siedzibą w Hörby.
Pod względem zaludnienia Hörby jest 158. gminą w Szwecji. Zamieszkuje ją 14 216 osób, z czego 50,09% to kobiety (7121) i 49,91% to mężczyźni (7095). W gminie zameldowanych jest 568 cudzoziemców. Na każdy kilometr kwadratowy przypada 32,67 mieszkańca. Pod względem wielkości gmina zajmuje 193. miejsce.